# Tem Conserto
Tem Conserto é o terceiro álbum de estúdio da cantora brasileira Clarice Falcão, lançado no dia 13 de junho de 2019 pela gravadora Chevalier de Pas. O álbum é inteiramente composto pela artista em conjunto com Lucas de Paiva, este último que também assina como produtor do disco.

## Antecedentes e lançamento
Entre outubro e novembro de 2018, Clarice Falcão anunciou que estava terminando a produção de seu terceiro disco "totalmente autoral", planejando seu lançamento para o primeiro semestre de 2019, bem como sua turnê. De surpresa, a cantora lançou a faixa "Bad Trip" através do YouTube em 2 de novembro de 2018. A sonoridade eletrônica da canção trazia uma amostra do novo material, apesar dela não estar confirmada no alinhamento final.
Falcão anunciou o lançamento de Tem Conserto através de suas redes sociais em maio de 2019, quando revelou nome, data de lançamento (14 de junho) e as primeiras datas da turnê Em Conserto. Na semana de lançamento, a artista revelou a lista de faixas e no dia 12 de junho a sua capa. Junto com a revelação da arte, Falcão anunciou a antecipação de seu lançamento para o dia 13, motivada pela greve geral marcada para a sua data original.

## Composição
Tem Conserto é um disco com sonoridade baseada no indie pop e synth-pop da década de 1980. O trabalho é considerado como divisor de águas na carreira de Clarice Falcão, uma vez que o disco trata de temas novos e íntimos como ansiedade, depressão e morte, além de ter sido inteiramente gravado na casa da artista de forma caseira. O humor e o sarcasmo, antes temas de destaque nos álbuns anteriores, aparecem de forma sutil em faixas pontuais.
A temática introspectiva é notada a partir da primeira faixa, o single "Minha Cabeça", que trata de ansiedade. "Mal pra Saúde" trata de um relacionamento tóxico, fazendo metáfora aos avisos do Ministério da Saúde colados no verso das embalagens de cigarro. A depressão ambienta as faixas "Morrer Tanto", que questiona a existência, e "Horizontalmente", que retrata a apatia de uma pessoa que não vai sair da cama e prefere ficar "na horizontal". "Esvaziou" retrata o luto, sendo esta canção escrita por Falcão em homenagem a um amigo que faleceu.
"Dia D", "CDJ" e "Só + 6" são consideradas as faixas mais dançantes do disco, sendo que as duas primeiras abordam sexo de uma forma irônica — a primeira, narra a expectativa da cantora para o 'Dia D', quando entoa no refrão que "Hoje eu vou dar". O respectivo pós-refrão acompanha vozes captadas no Google Tradutor, que traduz a frase do refrão em diversos idiomas. A segunda trata de um flerte do eu lírico com o DJ de uma festa, quando em um dos versos a pessoa pede para que ele "toque uma só pra mim" e se coloca no lugar de seu equipamento. A terceira trata da entrega do eu lírico a uma festa, em que se recusa a sair. A faixa-título encerra a narrativa do disco como uma "luz no fim do túnel escuro" percorrido pela cantora.

## Recepção
| Críticas profissionais | Críticas profissionais |
| Avaliações da crítica  | Avaliações da crítica  |
| Fonte                  | Avaliação              |
| ---------------------- | ---------------------- |
| G1                     | 3.5 de 5 estrelas.     |
| Folha de S.Paulo       | 3 de 5 estrelas.       |

Mauro Ferreira, em seu blog no G1, deu 3 estrelas e meia de 5 para o disco, definindo Tem Conserto como um álbum conceitual e mais espesso que seus trabalhos anteriores. Apesar de receber bem o material, o jornalista afirma que ele deixa a sensação de que a cantora está em crescimento "e, por isso mesmo, ainda terá dias e discos melhores, ainda que Tem Conserto faça todo sentido no percurso existencial da artista." Em análise para a Folha de S.Paulo, o jornalista Luiz Fernando Vianna atribui 3 de 5 estrelas ao disco e faz alusão a trajetória do disco como uma dança, "uma dança contida, uma dança da solidão, para citar Paulinho da Viola" que, mesmo com a comparação, afirma que Falcão não se entrega no disco tal qual "a sangria dos sambas-canção e dos boleros. Tudo é econômico, quase gélido. [...] O resultado é um distanciamento interessante entre a voz e os versos." Por ser diferente dos discos anteriores, ele afirma que pode soar aos fãs mais antigos como "algo monocórdio, que não comova tanto quando poderia", mas reflete "uma artista que sabe o que quer".

## Singles
"Minha Cabeça" foi lançada em 29 de março de 2019, servindo como primeiro single do disco. "Mal pra Saúde" foi lançada como segundo single do disco em 23 de maio de 2019. Antecedendo o lançamento do álbum, "Esvaziou" foi lançada em 7 de junho de 2019, servindo como terceiro single do material. "Só + 6" foi lançada em 5 de maio de 2020,servindo como quarto single do disco. "Dia D" foi lançada 21 de maio de 2020, servindo como quinto single do disco.

## Lista de faixas
Com exceção da faixa "Dia D" (com composição adicional de Célio Porto), todas as canções são escritas e compostas por Clarice Falcão e Lucas de Paiva, este último que também se encarrega de toda sua produção.
| N.º            | Título            | Duração |  |
| 1.             | "Minha Cabeça"    | 4:29    |  |
| 2.             | "Mal pra Saúde"   | 4:01    |  |
| 3.             | "Morrer Tanto"    | 3:20    |  |
| 4.             | "Esvaziou"        | 4:22    |  |
| 5.             | "Horizontalmente" | 3:13    |  |
| 6.             | "Dia D"           | 3:46    |  |
| 7.             | "CDJ"             | 4:08    |  |
| 8.             | "Só + 6"          | 3:57    |  |
| 9.             | "Tem Conserto"    | 3:55    |  |
| Duração total: | Duração total:    | 35:11   |  |

## Turnê
Falcão anunciou a turnê Em Conserto no dia 10 de maio de 2019, quando também liberou as primeiras datas, além do nome do álbum e seu lançamento.
Repertório
1. "Dia D"
2. "Mal pra Saúde"
3. "O Que Eu Bebi"
4. "Vagabunda"
5. "Eu Esqueci Você"
6. "Capitão Gancho"
7. "Monomania"
8. "Morrer Tanto"
9. "Esvaziou"
10. "Bad Trip"
11. "Só por Uma Noite" (cover de Charlie Brown Jr.)
12. "Eu Me Lembro"
13. "Horizontalmente"
14. "CDJ"
15. "Só + 6"

Encore:
1. "Minha Cabeça"
2. "Irônico"
3. "Tem Conserto"

- No show do Circo Voador, Clarice adicionou "Tem Conserto" ao repertório e cantou "Meu Recado" e "Eu Me Lembro" com Alice Caymmi no encore, quando também fez bis de "Dia D".

| Datas                  | Datas          | Datas             | Datas                                  | Datas  |
| Brasil                 | Brasil         | Brasil            | Brasil                                 | Brasil |
| Data                   | Cidade         | Estado            | Local                                  |        |
| ---------------------- | -------------- | ----------------- | -------------------------------------- | ------ |
| 28 de junho de 2019    | Juiz de Fora   | Minas Gerais      | Cultural Bar                           |        |
| 7 de julho de 2019     | São Paulo      | São Paulo         | Sesc Pompeia                           |        |
| 20 de julho de 2019    | Rio de Janeiro | Rio de Janeiro    | Circo Voador                           |        |
| 26 de julho de 2019    | Belo Horizonte | Minas Gerais      | Sesc Palladium                         |        |
| 2 de agosto de 2019    | Porto Alegre   | Rio Grande do Sul | Bar Opinião                            |        |
| 6 de setembro de 2019  | Rio de Janeiro | Rio de Janeiro    | Centro Cultural João Nogueira          |        |
| 12 de setembro de 2019 | São Paulo      | São Paulo         | Casa Natura Musical                    |        |
| 13 de setembro de 2019 | Salvador       | Bahia             | Teatro Castro Alves                    |        |
| 15 de setembro de 2019 | Aracaju        | Sergipe           | Teatro Atheneu                         |        |
| 21 de setembro de 2019 | Brasília       | Distrito Federal  | Parque da Cidade Dona Sarah Kubitschek |        |